# Wolfgang Ospelt
Wolfgang Ospelt (Vaduz, 5 gennaio 1965) è un ex calciatore liechtensteinese, di ruolo centrocampista.

## Carriera

### Nazionale
Ha collezionato 10 presenze con la propria Nazionale.

## Palmarès

### Club

#### Competizioni nazionali
- Coppa del Liechtenstein: 3

Vaduz: 1989-1990, 1991-1992, 1994-1995